# 晉昭侯
晉昭侯（？—前739年），姬姓，名伯，是春秋時期諸侯國晉國的國君，晉文侯之子，晉國第十二任君主，在位7年，於前739年去世。
昭侯于元年（前745年）把曲沃一地封給他的叔叔成師，即曲沃桓叔，埋下了日後曲沃與翼（今山西省翼城東南，晉國首都，又稱絳）對立的伏線。
昭侯七年，晉大臣潘父弒殺了昭侯，迎立曲沃桓叔。桓叔欲入晉，晉人發兵攻桓叔，桓叔敗退，返回曲沃。晉人共立昭侯子公子平為君，是為孝侯，誅殺潘父。